# TI-80
TI-80是一款由德州仪器发行的图形计算器。其被设计用于帮助6-8年级中学的教学工作。
在所有德州仪器发行的图形计算器中，TI-80拥有最慢的处理器和最小的屏幕。此为，TI-80的处理器东芝T6M53A ASIC异于TI-83，TI-83 plus和TI-84 Plus等型号，其没有独立的专用集成电路。但是，由于特殊定位，TI-80拥有较TI-81更多的内置函数与功能（如列表和表格功能，以及分数和小数转换等）。TI-80没有连接端口，且其是少见的使用2*CR2032纽扣锂电池的图形计算器。